# Johanne Karoline Wilhelmine Spazier

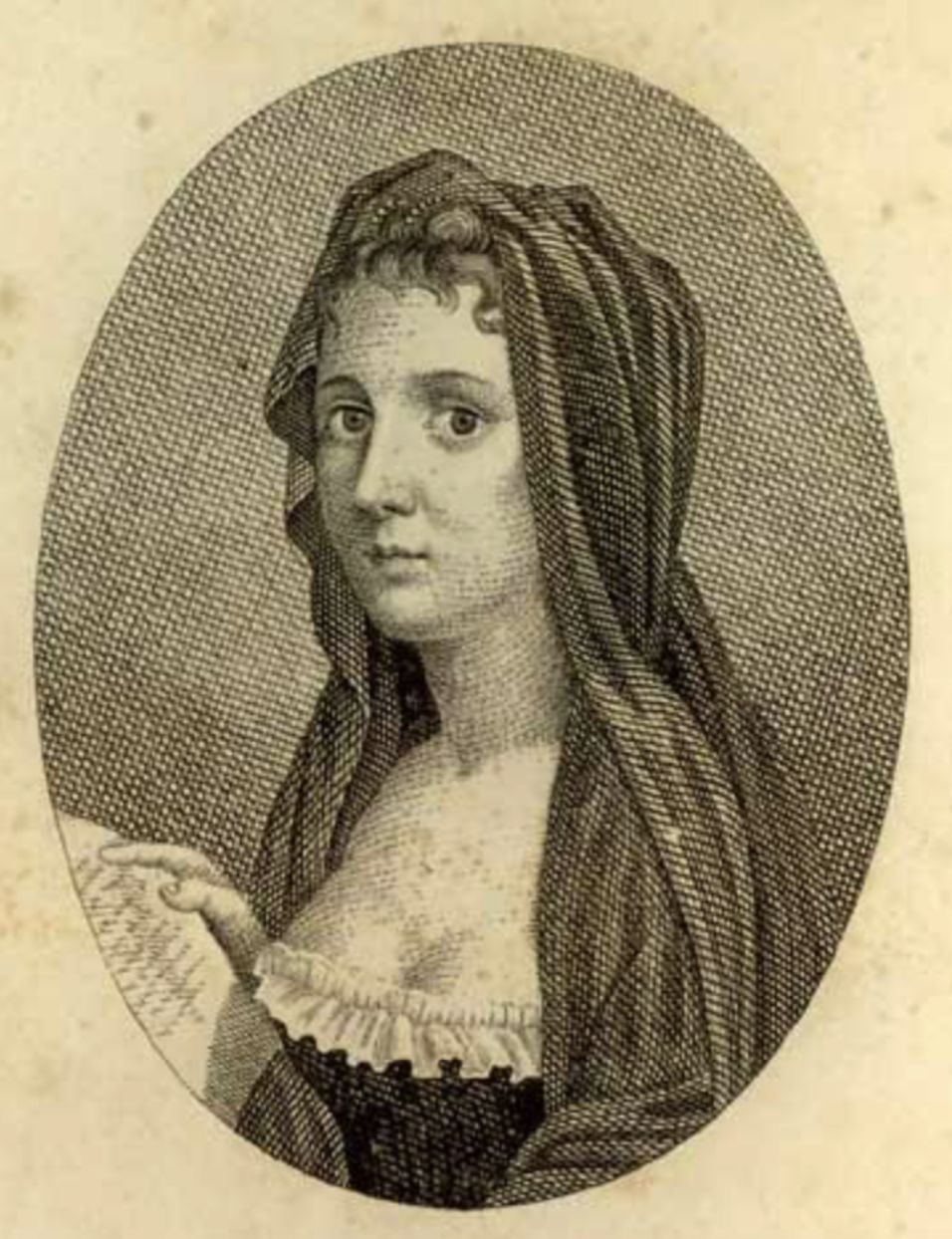
Johanne Karoline Wilhelmine Spazier um 1810, Kupferstich.

Johanne Karoline Wilhelmine Spazier (geb. Meyer oder Maier, in zweiter Ehe Uthe-Spazier; * 18. Mai 1776 in Berlin; † 11. März 1825 in Dresden; genannt Minna) war deutsche Dichterin, Schriftstellerin und Herausgeberin des von Brockhaus verlegten Jahreskalenders Urania.

## Leben
Johanne Karoline Wilhelmine Spazier wurde als älteste Tochter des geheimen Obertribunalrats Johann Siegfried Wilhelm Mayer (1747–1819) geboren. Sie war eine Schwägerin des deutschen Schriftstellers und Publizisten Siegfried August Mahlmann und Schwägerin des deutschen Schriftstellers Jean Paul.
Um 1796 heiratete sie im Alter von 19 Jahren den Publizisten Johann Gottlieb Karl Spazier und zog im selben Jahr mit ihm nach Dessau und vier Jahre später nach Leipzig. Karl Spazier starb 1805.
In der Gesellschaft von August Apel, Adolph Wagner, Johann Christian August Heinroth, August Mahlmann und Schnorr blieb sie in Leipzig und redigierte dort für kurze Zeit das von Friedrich Arnold Brockhaus verlegte Taschenbuch Urania.
Sie ging eine Verlobung mit Friedrich Arnold Brockhaus ein, das Verlöbnis wurde jedoch aufgelöst. Im Jahr 1811 zog sie nach schwerer Krankheit zurück zu ihren Eltern nach Berlin.
Sie wurde Ende 1814 in Neustrelitz Lehrerin und Vorsteherin der herzöglichen Töchterschule und arbeitete danach als Erzieherin der beiden Söhne eines Herrn von Jasmund am selben Ort. Im Jahr 1816 zog sie nach Dresden und heiratete dort den königlichen Hoforgelbauer Joh. Andreas Uthe.
Johanne Karoline Wilhelmine Spazier übersetzte und veröffentlichte Übersetzungen aus dem Französischen („Briefe der Lespinasse“, „Briefe, Charakter und Gedanken des Prinzen Carl von Ligny von Mad. de Staël-Holstein“). Sie schrieb biografische Aufsätze und andere Beiträge für verschiedene literarische Zeitschriften, darunter auch 1816 in der Zeitung für die elegante Welt einen einfühlsamen Nekrolog für ihren Leipziger Freund J. Aug. Apel. Sie verfasste und veröffentlichte Gedichte, die nach Ansicht ihres Biografen Friedrich Brandes in ihrer Schlichtheit jedoch nicht über das Mittelmaß hinauskamen. Sie war von 1801 bis 1813 Herausgeberin des populären Taschenbuch für Liebe und Freundschaft.

## Werke
- Julie de Lespinasse: Briefe der Lespinasse. Deutsch herausgegeben von Johanne Karoline Wilhelmine Meyer Spazier. 2 Bände. Büschler, Leipzig 1810[5][6][7]
- Johanne Karoline Wilhelmine Spazier: Handzeichnungen aus dem Kreise des Lebens. Anonym erschienene Druckausgabe, 1812 und 1816.[8]
- „Briefe, Charakter und Gedanken des Prinzen Carl von Ligny von Mad. de Staël-Holstein“, Amsterdam 1812
- Johanne Karoline Wilhelmine Meyer Spazier: Sinngrün, eine Folge romantischer Erzählungen mit Theilnahme Jean Paul Friedrich Richters und einiger deutschen Frauen Unterstützung. Verlag J. Enslin, Berlin 1819. Teilweise schon zuvor an anderer Stelle veröffentlicht.
- Urania, Taschenbuch, F.A. Brockhaus, Leipzig.[9]
- Herausgeberin des „Taschenbuch für Liebe und Freundschaft“, Frankfurt 1801–1813